# Apheliona dubia
Apheliona dubia är en insektsart som beskrevs av Irena Dworakowska 1994. Apheliona dubia ingår i släktet Apheliona och familjen dvärgstritar. Inga underarter finns listade i Catalogue of Life.